# ゲレ・ボラト
ゲレ・ボラト（モンゴル語: Гэрэ болд、中国語: 格哷博羅特、1482年 - ?）とは、モンゴルのハーンであるバト・モンケ（ダヤン・ハーン）の子供の一人。『アルタン・ハーン伝』ではゲゲン＝モンケ（Gegen Möngke）とも表記され、ウルウト部を統治したことから「ウルウト・タイジ(Urud tayiǰi)」とも称される。

## 概要
ダヤン・ハーンとその側室ジャライルのスミル・ハトンの間の息子として生まれた。同母兄弟には外ハルハを統治したゲレセンジェがいる。
ゲレ・ボラトがダヤン・ハーンより分封された部族は史料によって異なり、『蒙古源流』『蒙古世系譜』が「アオハンとナイマン(Auqan/Naiman)」とするのに対し、『アルタン・トプチ』やその他のモンゴル年代記は「ウルウト(Urud)」と記す。しかし他の史料でアオハン・ナイマンを最初に分封されたのがトロ・ボラトの孫ボイマ・タイジであると確認できることから、実際にゲレ・ボラトに分封されたのはウルウトであると考えられている。
ゲレ・ボラト王家が統治するウルウト部はチャハル・トゥメンの傘下にある遊牧集団であるとされるが、「チャハル・八オトク」の中には数えられておらず、チャハルの中でも特殊な地位にあったと見られている。
ゲレ・ボラト王家が統治するウルウト部はジャルート、ハラチン、ヘシグテンといった他の部族とともに清朝の太宗ホンタイジに降ったが、旗に編制されることなくその後の動向は不明である。

## 子孫
- ロン・ノヤン（Long noyan） - ロン・ベイレLong Beileとも
  - ミンガン（Minggan） 
    - アンクーン（Angkūn）
    - バンディ（Bandi）
    - ドルジ（Dorji）